# 玫瑰骗梭螺
玫瑰骗梭螺（学名：Phenacovolva rosea），又名玫瑰菱角螺，为梭螺科骗梭螺属的动物。分布于日本、中国、菲律宾及澳大利亚的海域，屬於暖水产，常栖息于浅海柳珊瑚上。该物种的模式产地在中国海域。

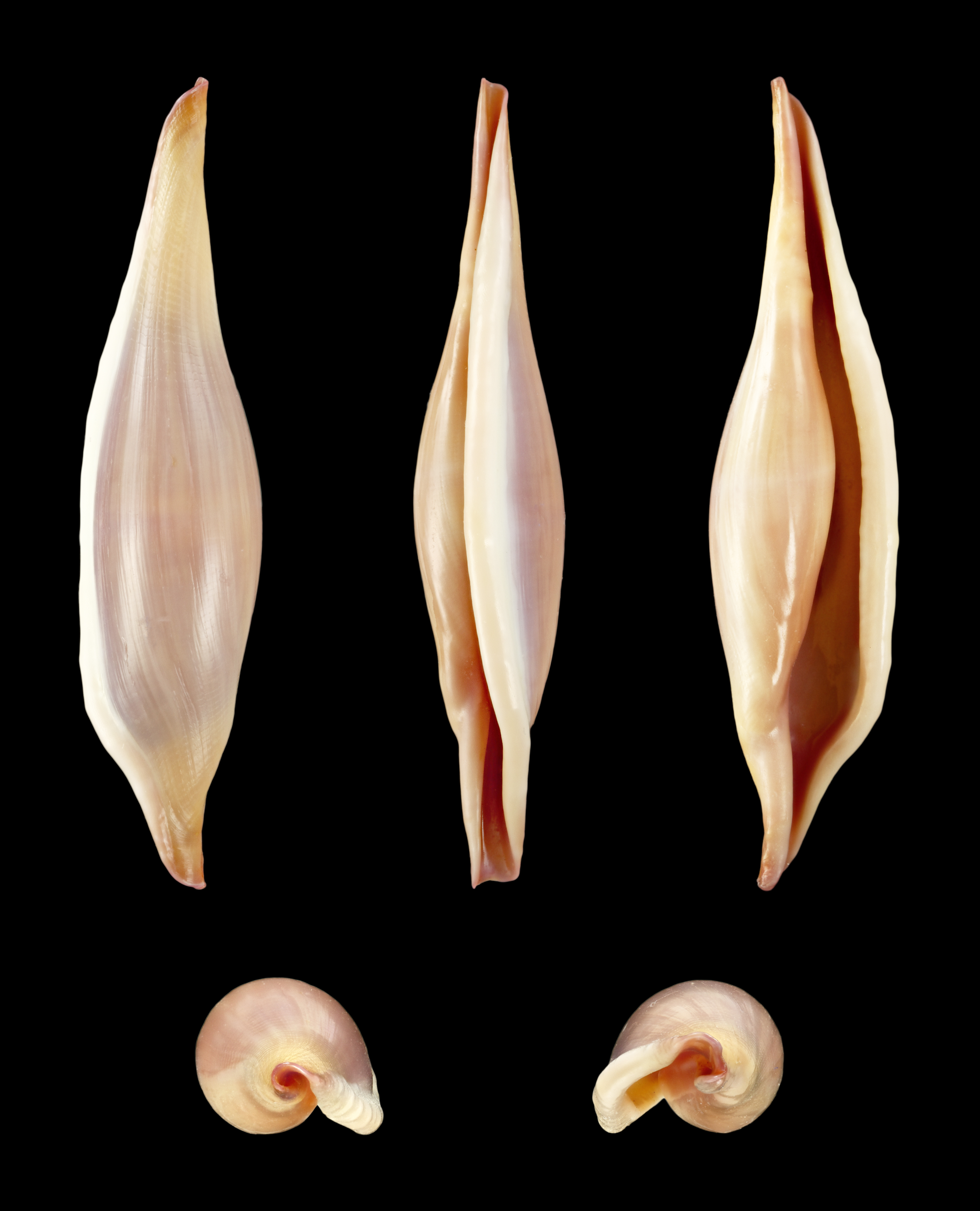
Shell